# Yapoos
Yapoos är ett japanskt new wave-/rockband, som startade som bakgrundsband till sångaren Jun Togawa. Jun Togawa gick därefter med i bandet och blev deras sångare och frontperson.

## Diskografi
- Yapoos Keikaku (1987)
- Dai Tenshi no Yō ni (1988)
- Dial Y wo Mawase! (1991)
- Dadada ism (1992)
- Hys (1995)